# Вітиліго
Вітилі́го (лат. vitiligo «нашкірна хвороба»; песь) — хронічне захворювання шкіри, за якого спостерігається поява розлогих, білявих ділянок депігментації на шкірі хворих.

## Опис і причини
Вітиліго характеризується розвитком на шкірі (переважно на обличчі, шиї, кистях) людини, у волоссі, сітківці очей різних за формою і розміром знебарвлених (білих) плям, тобто порушенням пігментації, які можуть поширюватись і зливатись. Це захворювання не є вродженим.
Суб'єктивних відчуттів, крім психологічного дискомфорту, при вітиліго немає.
Хвороба може розпочатися в будь-якому віці, але в 70 % випадків — до 20 років.
Вітиліго розвивається внаслідок втрати або зниження функції меланоцитів. Однак остаточно причину захворювання не встановлено. Вважається, що вирішальну роль у виникненні вітиліго відіграють порушення діяльності нервової та ендокринної систем.
Плями вітиліго можуть збільшуватись, зливатись і створювати великі вогнища неправильних обрисів. Волосся і пушкове волосся на депігментованих плямах або знебарвлені, або зберігають свій пігмент.

## Лікування
Протокол надання медичної допомоги хворим на вітиліго затверджено Наказом Міністерства охорони здоров’я України від 08.05.2009  № 312 «Про затвердження клінічних протоколів надання медичної допомоги хворим на дерматовенерологічні захворювання», втрата чинності якого відбулася 01.09.2021р.
- Лікування вітиліго спрямоване на усунення нервово-ендокринних розладів; зовнішнє є малодієвим.

- При лікуванні хворих на вітиліго необхідно враховувати роль психологічних чинників.
- Психоемоційні стреси вважаються однією з причин, які провокують розвиток вітиліго, і разом із тим, це захворювання часто вводить хворих у стан постійної психічної напруги.

При лікуванні рекомендують зміцнюючі засоби, вітамінотерапію, особливо вітамін B1. При порушенні внутрішньої секреції застосовують відповідні ендокринні препарати.

## Вітиліго у свійських тварин

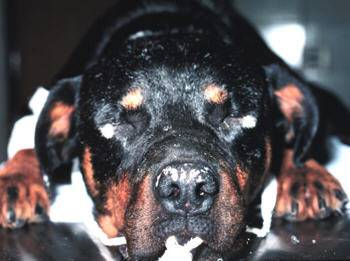
Вітиліго у ротвейлера

Вітиліго разом із поліозисом зустрічається як родове захворювання в деяких свійських тварин.
Зокрема, на вітиліго можуть хворіти коні арабської породи і собаки породи ротвейлер, для яких це, звичайно, є вадою екстер'єру. У рідкісних випадках вітиліго спричинює в собак постійну сверблячку.

## Всесвітній день вітиліго
Відомий хворий на вітилиго — Майкл Джексон. Як пам’ять про нього, 25 червня (помер 25 червня 2009 року) відзначається Всесвітній день вітиліго (World Vitiligo Day). Вперше Всесвітній день вітиліго проводився 2011 року, відтоді став щорічним глобальним заходом. З часом, мета кампанії, що проводиться у рамках цього дня, розширилася:  
- від підвищення обізнаності суспільства про вітиліго;
- до визнання знущань, соціальної зневаги, психологічних травм та інвалідності мільйонів людей, які живуть з цим захворюванням.

Щороку штаб-квартира Всесвітнього дня вітиліго офіційно переноситься до іншого міста.